# Чуатбалук (Аляска)
Чуатбалук (англ. Chuathbaluk) — місто (англ. city) в США, в окрузі Бетел штату Аляска. Населення — 104 особи (2020).

## Географія
Чуатбалук розташований за координатами 61°34′32″ пн. ш. 159°14′49″ зх. д. / 61.57556° пн. ш. 159.24694° зх. д. (61.575539, -159.247070).  За даними Бюро перепису населення США в 2010 році місто мало площу 13,44 км², з яких 8,98 км² — суходіл та 4,46 км² — водойми. В 2017 році площа становила 16,12 км², з яких 11,57 км² — суходіл та 4,54 км² — водойми.

## Демографія
Згідно з переписом 2010 року, у місті мешкало 118 осіб у 36 домогосподарствах у складі 29 родин. Густота населення становила 9 осіб/км².  Було 41 помешкання (3/км²).
Расовий склад населення:
| - 88,1 % — корінних американців - 3,4 % — білих - 1,7 % — чорних або афроамериканців |

До двох чи більше рас належало 6,8 %. Частка іспаномовних становила 2,5 % від усіх жителів.
За віковим діапазоном населення розподілялося таким чином: 37,3 % — особи молодші 18 років, 55,9 % — особи у віці 18—64 років, 6,8 % — особи у віці 65 років та старші. Медіана віку мешканця становила 24,0 року. На 100 осіб жіночої статі у місті припадало 93,4 чоловіків;  на 100 жінок у віці від 18 років та старших — 105,6 чоловіків також старших 18 років.
Середній дохід на одне домашнє господарство  становив 46 010 доларів США (медіана — 43 750), а середній дохід на одну сім'ю — 48 139 доларів (медіана — 45 417). За межею бідності перебувало 50,5 % осіб, у тому числі 72,7 % дітей у віці до 18 років та 50,0 % осіб у віці 65 років та старших.
Цивільне працевлаштоване населення становило 35 осіб. Основні галузі зайнятості: публічна адміністрація — 42,9 %, освіта, охорона здоров'я та соціальна допомога — 31,4 %, транспорт — 8,6 %, роздрібна торгівля — 5,7 %.